# Xian de Qiaojia
Le xian de Qiaojia (巧家县 ; pinyin : Qiǎojiā Xiàn) est un district administratif de la province du Yunnan en Chine. Il est placé sous la juridiction de la ville-préfecture de Zhaotong.

## Démographie
La population du district était de 488 763 habitants en 1999.